# Третье правительство Корчака
Третье правительство Корчака (чеш. Třetí vláda Josefa Korčáka) — 4-е правительство Чешской Социалистической Республики в составе ЧССР во главе с Йозефом Корчаком. Было приведено к присяге 4 ноября 1976 года.

## Состав кабинета
| Министерство (должность)                          | Имя              | Начало полномочий | Конец полномочий | Партия | Партия |
| Председатель Правительства                        | Йозеф Корчак     | 4 ноября 1976     | 18 июня 1981     |        | KSČ    |
| Вице-председатель                                 | Ладислав Адамец  | 4 ноября 1976     | 18 июня 1981     |        | KSČ    |
| Вице-председатель                                 | Штепан Горник    | 4 ноября 1976     | 18 июня 1981     |        | KSČ    |
| Вице-председатель, министерство планирования      | Станислав Разл   | 4 ноября 1976     | 18 июня 1981     |        | KSČ    |
| Министерство финансов                             | Ярослав Тлапак   | 4 ноября 1976     | 18 июня 1981     |        | KSČ    |
| Министерство труда и социальных дел               | Эмилиан Гамерник | 4 ноября 1976     | 18 июня 1981     |        | KSČ    |
| Министерство образования                          | Милан Вондрушка  | 4 ноября 1976     | 18 июня 1981     |        | KSČ    |
| Министерство культуры                             | Милан Клусак     | 4 ноября 1976     | 18 июня 1981     |        | KSČ    |
| Министерство здравоохранения                      | Ярослав Прокопец | 4 ноября 1976     | 18 июня 1981     |        | KSČ    |
| Министерство юстиции                              | Ян Немец         | 4 ноября 1976     | 18 июня 1981     |        | KSČ    |
| Министерство внутренних дел                       | Йозеф Юнг        | 4 ноября 1976     | 18 июня 1981     |        | KSČ    |
| Министерство промышленности                       | Олдржих Свачина  | 4 ноября 1976     | 19 мая 1978      |        | KSČ    |
| Министерство промышленности                       | Богумил Урбан    | 19 мая 1978       | 18 июня 1981     |        | KSČ    |
| Министерство строительства                        | Карел Полак      | 4 ноября 1976     | 18 июня 1981     |        | KSČ    |
| Министерство сельского хозяйства и продовольствия | Мирослав Петржик | 4 ноября 1976     | 18 июня 1981     |        | KSČ    |
| Министерство лесного и водного хозяйства          | Ладислав Грузик  | 4 ноября 1976     | 18 июня 1981     |        | KSČ    |
| Министерство торговли                             | Антонин Якубик   | 4 ноября 1976     | 18 июня 1981     |        | KSČ    |

### Министры без портфеля
| Министерство (должность)                           | Имя               | Начало полномочий | Конец полномочий | Партия | Партия |
| Министр без портфеля                               | Ростислав Петера  | 4 ноября 1976     | 13 октября 1980  |        | ČSL    |
| Министр без портфеля                               | Франтишек Томан   | 13 октября 1980   | 18 июня 1981     |        | ČSL    |
| Министр без портфеля                               | Карел Лёбл        | 4 ноября 1976     | 18 июня 1981     |        | ČSS    |
| Министр — председатель Комитета народного контроля | Властимил Свобода | 4 ноября 1976     | 18 июня 1981     |        | KSČ    |